# Discografia de Khalid
A discografia de Khalid, um cantor e compositor norte-americano consiste em dois álbuns de estúdio, um extended play (EP), dezessete singles e nove singles promocionais.

## Álbuns

### Álbuns de estúdio
| Álbum         | Detalhes do álbum | Melhores posições nas tabelas musicais | Melhores posições nas tabelas musicais | Melhores posições nas tabelas musicais | Melhores posições nas tabelas musicais | Melhores posições nas tabelas musicais | Melhores posições nas tabelas musicais | Melhores posições nas tabelas musicais | Melhores posições nas tabelas musicais | Melhores posições nas tabelas musicais | Melhores posições nas tabelas musicais | Vendas      | Certificações |
| Álbum         | Detalhes do álbum | EUA                                    | EUA R&B/ HH                            | EUA R&B                                | AUS                                    | CAN                                    | DIN                                    | HOL                                    | NZL                                    | SUE                                    | UK                                     | Vendas      | Certificações |
| ------------- | --- | -------------------------------------- | -------------------------------------- | -------------------------------------- | -------------------------------------- | -------------------------------------- | -------------------------------------- | -------------------------------------- | -------------------------------------- | -------------------------------------- | -------------------------------------- | ----------- | --- |
| American Teen | - Lançamento: 3 de março de 2017 - Gravadora(s): Right Hand, RCA, Columbia - Formato(s): CD, download digital, streaming, vinil | 4                                      | 3                                      | 1                                      | 13                                     | 7                                      | 2                                      | 26                                     | 5                                      | 15                                     | 44                                     | - : 147.000 | - RIAA: 3× Platina - ARIA: Platina - BPI: Ouro - IFPI DIN: 2× Platina - GLF: Ouro - MC: 3× Platina - PMB: Ouro - RMNZ: 2× Platina |
| Free Spirit   | - Lançamento: 5 de abril de 2019 - Gravadora(s): RCA - Formato(s): CD, download digital, streaming, vinil                       | 1                                      | 1                                      | 1                                      | 2                                      | 1                                      | 4                                      | 3                                      | 2                                      | 3                                      | 2                                      | - : 226.000 | - RIAA: Platina - ARIA: Platina - BPI: Ouro - IFPI DIN: Ouro - MC: 2× Platina - NVPI: Ouro - PMB: Platina - RMNZ: 2× Platina      |